# Inozitol 3-a-galaktoziltransferaza
Inozitol 3-a-galaktoziltransferaza (EC 2.4.1.123, UDP-D-galaktoza:inozitol galaktoziltransferaza, UDP-galaktoza:mio-inozitol 1-alfa--galaktoziltransferaza, UDPgalaktoza:mio-inozitol 1-alfa--galaktoziltransferaza, galaktinolna sintaza, inozitolna 1-alfa-galaktoziltransferaza, uridin difosfogalaktoza-inozitolna galaktoziltransferaza, GolS, UDP-galaktoza:mio-inozitolna 3-alfa--galaktoziltransferaza) je enzim sa sistematskim imenom UDP-alfa--galaktoza:mio-inozitol 3-alfa--galaktoziltransferaza. Ovaj enzim katalizuje sledeću hemijsku reakciju
UDP-alfa--galaktoza + mio-inozitol {\displaystyle \rightleftharpoons } UDP + O-alfa-D-galaktozil-(1->3)-1D-mio-inozitol
Biljni enzim učestvuje u formiranju rafinoze i stahioze, cf. EC 2.4.1.67 (galaktinol---rafinoza galaktoziltransferaza) i EC 2.4.1.82 (galaktinol---saharoza galaktoziltransferaza).

## Literatura
- Nicholas C. Price; Lewis Stevens (1999). Fundamentals of Enzymology: The Cell and Molecular Biology of Catalytic Proteins (Third изд.). USA: Oxford University Press. ISBN 019850229X.
- Eric J. Toone (2006). Advances in Enzymology and Related Areas of Molecular Biology, Protein Evolution (Volume 75 изд.). Wiley-Interscience. ISBN 0471205036.
- Branden C; Tooze J. Introduction to Protein Structure. New York, NY: Garland Publishing. ISBN 0-8153-2305-0.
- Irwin H. Segel. Enzyme Kinetics: Behavior and Analysis of Rapid Equilibrium and Steady-State Enzyme Systems (Book 44 изд.). Wiley Classics Library. ISBN 0471303097.
- William P. Jencks (1987). Catalysis in Chemistry and Enzymology. Dover Publications. ISBN 0486654605.

## Spoljašnje veze
- Inositol+3-alpha-galactosyltransferase на 